# Danh sách những video được xem nhiều nhất YouTube

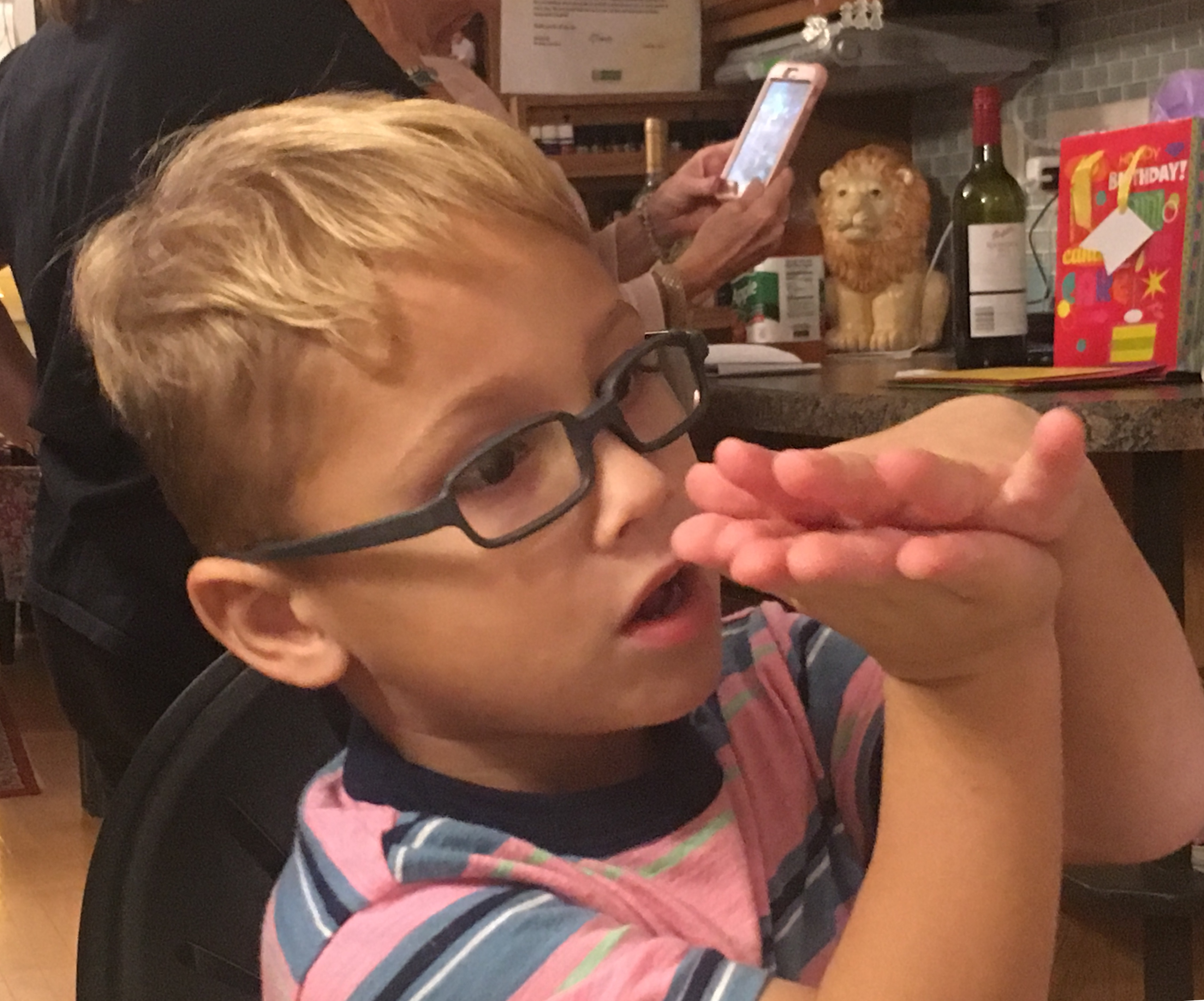
Một em bé đang nhảy theo điệu nhảy của Baby Shark. Video này vượt mặt Despacito để trở thành video có nhiều lượt xem nhất YouTube nhờ lượng khán giả nhỏ tuổi đông đảo.

YouTube là một trang web chia sẻ video của Mỹ có trụ sở tại San Bruno, California. Khi nó được thành lập vào năm 2005, trang web có phần "được xem nhiều nhất", liệt kê các video được xem nhiều nhất trên trang web. Mặc dù video được xem nhiều nhất ban đầu là các video lan truyền, chẳng hạn như "Evolution of Dance" và "Charlie Bit My Finger", nhưng khi Lady Gaga ra mắt "Bad Romance" vào năm 2009 thì các video được xem nhiều nhất ngày càng liên quan đến video âm nhạc. Mặc dù các video được xem nhiều nhất không còn được liệt kê trên trang web, nhưng vẫn đạt được vị trí đầu danh sách vẫn được xem là một kỳ công to lớn.
Vào tháng 11 năm 2005, một quảng cáo của Nike có cầu thủ bóng đá người Brazil Ronaldinho đã trở thành video đầu tiên đạt một triệu lượt xem.

## Câu lạc bộ tỷ lượt xem
Một thước đo về sự nổi tiếng của một video được nói là Câu lạc bộ tỷ lượt xem, chỉ ra các video có trên 1 tỷ lượt xem từ ngày tải lên của nó.
Vào tháng 12 năm 2012, "Gangnam Style" trở thành video đầu tiên vượt qua mốc 1 tỷ lượt xem. Đến tháng 6 năm 2015, chỉ có hai video "Gangnam Style" và "Baby" đã đạt tới một tỷ lượt xem. Tuy nhiên, đến tháng 9, có tới 10 video đã làm như vậy. Tính đến tháng 9 năm 2019, 167 video trong danh sách đã vượt quá một tỷ lượt xem, trong đó có 78 trong số đó vượt quá hai tỷ lượt xem; tám trong số đó vượt quá ba tỷ lượt xem. "Despacito" đã trở thành video đầu tiên đạt tới ba tỷ lượt xem vào ngày 4 tháng 8 năm 2017, tiếp theo là "See You Again" vào ngày 6 tháng 8 năm 2017, và sau đó vào ngày 25 tháng 11 năm 2017, "Gangnam Style" trở thành video thứ ba cán mốc ba tỷ lượt xem, theo sau là "Shape of You" vào ngày 7 tháng 1 năm 2018, thực hiện điều đó trong 343 ngày; vào ngày 31 tháng 3 năm 2018, "Uptown Funk" trở thành video thứ năm vượt mốc 3 tỷ lượt xem. Vào ngày 11 tháng 10 năm 2017, "Despacito" đã trở thành video đầu tiên vượt quá 4 tỷ lượt xem.
Vào tháng 10 năm 2017, năm video đạt được một tỷ lượt xem nhanh nhất là "Hello" (87 ngày), "Despacito" (96 ngày), "Shape of You" (97 ngày), "Mi Gente" (102 ngày) và "Échame la Culpa" (111 ngày)
Năm video đạt được hai tỷ lượt xem nhanh nhất là "Despacito" (154 ngày), "Shape of You" (187 ngày), "Chantaje" (379 ngày), "Sorry" (394 ngày) và "See You Again" (515 ngày).
Vào tháng 1 năm 2018, Justin Bieber là nghệ sỹ duy nhất có năm video vượt quá một tỷ lượt xem, trong khi đó Katy Perry, Nicky Jam, Shakira và Taylor Swift có bốn. Calvin Harris, Ariana Grande, Bruno Mars, Adele, BTS, The Chainsmokers và BLACKPINK cùng có ba, và Fifth Harmony, Psy, Ellie Goulding, The Weeknd, Ed Sheeran, Eminem, Maluma, J Balvin, Ricky Martin, kênh Get Movies, Sia, Rihannah,   Twenty One Pilots và Luis Fonsi đều có hai. Taylor Swift, Shakira, Katy Perry và Ed Sheeran là những nghệ sĩ có hai video vượt quá hai tỷ lượt xem. Đặc biệt Ed Sheeran dạo gần đây đã đạt được thành tích có video ca nhạc mang tên ''Shape Of You'' đã vượt quá 4 tỷ lượt xem.
Đầu tháng 11 năm 2020, Baby Shark vượt Despacito trở thành video có nhiều lượt xem nhất YouTube.

## Những video hàng đầu
Bảng dưới đây liệt kê hơn 30 video có nhiều lượt xem nhất Youtube, với tổng cộng được làm tròn đến 10 triệu lượt xem gần nhất, kênh và ngày tải lên.
| Vị trí                           | Tên video                                   | Đăng tải / nghệ sĩ                            | Lượt xem (tỷ) | Ngày đăng            | Chú thích |
| -------------------------------- | ------------------------------------------- | --------------------------------------------- | ------------- | -------------------- | --------- |
| 1.                               | "Baby Shark Dance"                          | Pinkfong                                      | 15,940        | 17 tháng 6 năm 2016  | [ B ]     |
| 2.                               | "Despacito"                                 | Luis Fonsi                                    | 8,730         | 12 tháng 1 năm 2017  | [ C ]     |
| 3.                               | "Johny Johny Yes Papa"                      | Cocomelon – Nursery Rhymes                    | 7,550         | 8 tháng 10 năm 2016  | [ D ]     |
| 4.                               | "Bath Song"                                 | Cocomelon – Nursery Rhymes                    | 7,120         | 2 tháng 5 năm 2018   | [ E ]     |
| 5.                               | "Johny Johny Yes Papa"                      | LooLoo Kids                                   | 7,060         | 24 tháng 5 năm 2018  |           |
| 6.                               | "See You Again"                             | Wiz Khalifa                                   | 6,680         | 6 tháng 4 năm 2015   | [ F ]     |
| 7.                               | "Shape of You"                              | Ed Sheeran                                    | 6470          | 30 tháng 1 năm 2017  | [ G ]     |
| 8.                               | "Phonics Song with Two Words"               | ChuChu TV                                     | 6,490         | 6 tháng 3 năm 2014   |           |
| 9.                               | "Gangnam Style"                             | Psy                                           | 5,590         | 15 tháng 7 năm 2012  | [ H ]     |
| 10.                              | "Uptown Funk"                               | Mark Ronson                                   | 5,570         | 19 tháng 11 năm 2014 | [ I ]     |
| 11.                              | "Learning Colors – Colorful Eggs on a Farm" | Miroshka TV                                   | 5,163         | 27 tháng 2 năm 2018  | [ J ]     |
| 12.                              | "Dame Tu Cosita"                            | El Chombo                                     | 4,769         | 5 tháng 4 năm 2018   |           |
| 13.                              | "Axel F"                                    | Crazy Frog                                    | 4,737         | 16 tháng 6 năm 2009  |           |
| 14.                              | "Masha and the Bear – Recipe for Disaster"  | Get Movies                                    | 4,598         | 31 tháng 1 năm 2012  | [ K ]     |
| 15.                              | "Baa Baa Black Sheep"                       | Cocomelon – Nursery Rhymes                    | 4,195         | 25 tháng 6 năm 2018  |           |
| 16.                              | "Lakdi ki kathi"                            | Jingle Toons                                  | 4,151         | 14 tháng 6 năm 2018  |           |
| 17.                              | "Sugar"                                     | Maroon 5                                      | 4,098         | 14 tháng 1 năm 2015  |           |
| 18.                              | "Counting Stars"                            | OneRepublic                                   | 4,061         | 31 tháng 5 năm 2013  |           |
| 19.                              | "Roar"                                      | Katy Perry                                    | 4,043         | 5 tháng 9 năm 2013   |           |
| 20.                              | "Waka Waka (This Time for Africa)"          | Shakira                                       | 4,030         | 4 tháng 6 năm 2010   |           |
| 21.                              | "Shree Hanuman Chalisa"                     | T-Series Bhakti Sagar                         | 4,012         | 10 tháng 15 năm 2011 |           |
| 22.                              | "Humpty the Train on a Fruits Ride"         | Kiddiestv Hindi - Nursery Rhymes & Kids Songs | 3,919         | 26 tháng 1 năm 2018  |           |
| 23.                              | "Sorry"                                     | Justin Bieber                                 | 3,846         | 22 tháng 10 năm 2015 |           |
| 24.                              | "Thinking Out Loud"                         | Ed Sheeran                                    | 3,802         | 7 tháng 10 năm 2014  |           |
| 25.                              | "Perfect"                                   | Ed Sheeran                                    | 3,796         | 9 tháng 11 năm 2017  |           |
| 26.                              | "Dark Horse"                                | Katy Perry                                    | 3,792         | 20 tháng 2 năm 2014  |           |
| 27.                              | "Let Her Go"                                | Passenger                                     | 3,709         | 25 tháng 7 năm 2012  |           |
| 28.                              | "Faded"                                     | Alan Walker                                   | 3,681         | 3 tháng 12 năm 2015  |           |
| 29.                              | "Girls Like You"                            | Maroon 5                                      | 3,669         | 31 tháng 5 năm 2018  |           |
| 30.                              | "Lean On"                                   | Major Lazer                                   | 3,661         | 22 tháng 3 năm 2015  |           |
| Tính đến ngày 2 tháng 9 năm 2024 |                                             |                                               |               |                      |           |

## Các video được xem nhiều nhất trong lịch sử
Bảng dưới đây liệt kê các video đã từng là video được xem nhiều nhất của YouTube, từ tháng 10 năm 2005 đến nay.
| Tên video                     | Người tải lên                               | Lượt xem*     | Ngày tải lên         | Ngày đạt được        | Số ngày giữ | Tham khảo | Chú thích |
| ----------------------------- | ------------------------------------------- | ------------- | -------------------- | -------------------- | ----------- | --------- | --------- |
| "Baby Shark Dance"            | Pinkfong Baby Shark - Kids' Songs & Stories | 7,037,500,000 | 17 tháng 6 năm 2016  | 2 tháng 11 năm 2020  | 1673        |           |           |
| "Despacito"                   | Luis Fonsi                                  | 2,993,700,000 | 12 tháng 1 năm 2017  | 4 tháng 8 năm 2017   | 1.186       | [ 54 ]    | [ C ]     |
| "See You Again"               | Wiz Khalifa                                 | 2,894,000,000 | 6 tháng 4 năm 2015   | 10 tháng 7 năm 2017  | 25          | [ 23 ]    |           |
| "Gangnam Style"⁂              | Psy                                         | 803,700,000   | 15 tháng 7 năm 2012  | 24 tháng 11 năm 2012 | 1.689       | [ 31 ]    | [ H ]     |
| "Baby"*                       | Justin Bieber                               | 245,400,000   | 19 tháng 2 năm 2010  | 16 tháng 7 năm 2010  | 862         | [ 56 ]    | [ L ]     |
| "Bad Romance"                 | Lady Gaga                                   | 178,400,000   | 24 tháng 11 năm 2009 | 14 tháng 4 năm 2010  | 93          | [ 60 ]    | [ M ]     |
| "Charlie Bit My Finger"‡      | HDCYT                                       | 128,900,000   | 22 tháng 5 năm 2007  | 25 tháng 10 năm 2009 | 171         | [ 64 ]    |           |
| "Evolution of Dance"          | Judson Laipply                              | 118,900,000   | 6 tháng 4 năm 2006   | 2 tháng 5 năm 2009   | 176         | [ 66 ]    |           |
| "Girlfriend"‡                 | RCA Records                                 | 92,600,000    | 27 tháng 2 năm 2007  | 17 tháng 7 năm 2008  | 289         | [ 69 ]    |           |
| "Evolution of Dance"          | Judson Laipply                              | 78,400,000    | 6 tháng 4 năm 2006   | 15 tháng 3 năm 2008  | 124         | [ 70 ]    |           |
| "Music Is My Hot Hot Sex"‡    | CLARUSBARTEL72                              | 76,600,000    | 9 tháng 4 năm 2007   | 1 tháng 3 năm 2008   | 14          | [ 72 ]    | [ N ]     |
| "Evolution of Dance"*         | Judson Laipply                              | 10,600,000    | 6 tháng 4 năm 2006   | 19 tháng 5 năm 2006  | 652         | [ 75 ]    | [ O ]     |
| "Pokemon Theme Music Video"‡  | Smosh                                       | 4,300,000     | 28 tháng 11 năm 2005 | 12 tháng 3 năm 2006  | 68          | [ 77 ]    | [ P ]     |
| "Myspace – The Movie"‡        | eggtea                                      | 2,700,000     | 31 tháng 1 năm 2006  | 18 tháng 2 năm 2006  | 22          | [ 82 ]    |           |
| "Phony Photo Booth"‡          | mugenized                                   | 3,400,000     | 1 tháng 12 năm 2005  | 21 tháng 1 năm 2006  | 28          | [ 84 ]    | [ Q ]     |
| "The Chronic of Narnia Rap"‡  | youtubedude                                 | 2,300,000     | 18 tháng 12 năm 2005 | 9 tháng 1 năm 2006   | 12          | [ 86 ]    |           |
| "Ronaldinho: Touch of Gold"‡* | Nikesoccer                                  | 255,000       | 21 tháng 10 năm 2005 | 31 tháng 10 năm 2005 | 70          | [ 88 ]    | [ R ]     |
| "I/O Brush"‡*                 | larfus                                      | 247,000       | 5 tháng 10 năm 2005  | 29 tháng 10 năm 2005 | 2           | [ 91 ]    |           |
| "Me at the zoo"               | jawed                                       | 1             | 23 tháng 4 năm 2005  | 23 tháng 4 năm 2005  | 1           | [ 93 ]    |           |
| Tính đến 2 tháng 6, 2025      |                                             |               |                      |                      |             |           |           |

*Số lượt xem gần đúng của mỗi video đã trở thành video được xem nhiều nhất của YouTube.
Dòng thời gian video được xem nhiều nhất (tháng 10 năm 2005 – tháng 11 năm 2021)